# Cremnomys cutchicus
Cremnomys cutchicus је врста глодара из породице мишева (Muridae).

## Распрострањење
Врста је присутна у Индији.

## Станиште
Станишта врсте су травна вегетација и пустиње.

## Угроженост
Ова врста је наведена као последња брига, јер има широко распрострањење и честа је врста.